# Золотая наводка
Золотая наводка — древнерусская техника золочения.
На поверхность пластин из красной меди, покрытых темным прокопченным лаком, наносился рисунок или орнамент, который затем выскабливался по лаку. «Выскобленные места промывались, протравливались и затем покрывались амальгамой из золота, растворенного в ртути. При последующем нагревании золото накрепко соединялось с освобожденной от лакового слоя медной поверхностью и образовывало эффектное изображение, мягко светящееся на глубоком бархатистом фоне».
Академик В. Н. Лазарев пишет, что техника «несколько напоминает офорт», она состоит в том, что «рисунок процарапывается по чёрному лаку, сплошь покрывающему медную пластину, после чего очищенные от лака места травят кислотой, обрабатывают ртутью и золотят. Эта техника, известная уже Плинию (Plinius, lib. 33, sect. 32, 42), была занесена на Русь из Византии».
При этом византийских храмовых дверей, исполненных в технике золотой наводки, не известно, хотя описание самой техники «золотого письма» зафиксировано в письменных источниках ранневизантийского времени, в частности, в манускрипте Ираклия об искусствах и красках римлян. Поэтому возникла версия, что русская техника «золотого письма» имитировала византийскую технику инкрустации.
В отличие от многих других сложных ремесел (таких, как перегородчатая эмаль), секрет огненного золочения не был на Руси утрачен во время золотоордынского ига.

## Памятники
Изделий в этой технике сохранилось очень немного: Порфиридов насчитал 20 уцелевших предметов (включая фрагменты) и 9, известных по письменным источникам. В основном техника использовалась для храмовых дверей, подчеркивая их важность.
- Златые врата Суздальского собора — южные и западные, 1-я треть XIII века.
- Тверские врата западного портала Покровского собора Александровской слободы (в 17 веке переименован в Троицкий собор). Считались вывезенными в 1569 году Иваном Грозным из Твери (благодаря чему возникло мифическое предание о посещении царем в 1569 году Твери), но ныне предполагают, что они также принадлежали новгородской Софии и имеют византийское происхождение[3].
- Васильевские врата южного портала Покровского собора Александровской слободы (в XVII веке переименован в Троицкий собор), 1335—1336, заказчик — новгородский архиепископ Василий Калика, привезены из новгородской Софии[4][1]
  - Дополнения на Васильевских вратах XVI века[1]
- Лихачевские врата — царские врата, 1330-50-е век, Русский музей, инв. ДРМ 3383.[5][1]
- Три входные двери Успенского и Благовещенского соборов Московского Кремля конца XV века
- Три двери Ипатьевского монастыря — самые поздние русские «златые врата». Вклад 1559 года Дмитрия Годунова, который выполнили мастера Оружейной палаты по образцу дверей Благовещенского собора Московского Кремля. Изображения античных философов и комедиографов, божеств и пророчиц. Хранятся в музее
- Разрозненные пластины от одних разрезанных царских врат[1]:
  - Пластина от царских врат с изображением евангелиста Луки, 1330—1350-е годы. ГРМ, инв. ДРМ 3382[6]
  - Пластина с изображением евангелиста Марка, 1330—1350-е годы. Эрмитаж, инв. Э/РП 1058[7]
  - Пластина с изображением евангелиста Иоанна, 1330—1350-е годы. Попала в Лувр из коллекции В. А. Верлина[8]
- Разрозненные фрагменты:
  - Пластина с изображением Крещения, 14 век. ГИМ, Инв. 45547[9]. Якобы найдена в Старой Рядани.
  - Створка сосуда-панагиара с изображением Троицы. Конец XIII — начало XIV в. ГРМ, инв. ДРМ 2963[1].
  - Панагия створчатая. «Знамение. Троица. Распятие». Конец XIII — первая половина XIV в. ГИМ, инв. М. 14001/74111 осн.[1]
  - Фрагменты с золотой наводкой (фрагмент царских врат?) из Десятинной церкви в Киеве, до 1240 г. Гос. исторический музей Украины, Киев[1].
  - Две медные пластины из собрания Ханенко, украшенные в технике золотой наводки. На одной из них весьма схематично, кустарно изображены воины на фоне кладки стены, а на другой — простой орнамент, но исполненный очень профессионально.[10] Возможно, были частью светских дверей.
  - Пластинка круглая (умбон?). Тарасий, патриарх Константинопольский. ГРМ, инв. ДРМ 2962. 14 век[1]
  - Пластина оклада выносного креста (фрагмент с орнаментом). НГМ, инв. 15551. XIV в. (?)[1]

Реконструкция техники была выполнена в начале XX века известным реставратором Ф. Я. Мишуковым. Его объект в этой технике - врата, сделанные  для Воскресенского храма в нижнем ярусе колокольни на Рогожском кладбище. 1913 год. Свободная копия северных дверей середины XVI в. Благовещенского собора Московского Кремля (без двух клейм).